# 宮本優太
宮本 優太（みやもと ゆうた、1999年12月25日 - ）は、東京都練馬区出身のプロサッカー選手。Jリーグ・京都サンガF.C.所属。ポジションはミッドフィールダー、ディフェンダー。

## 来歴

### プロ入り前
東京都出身でワセダクラブForza'02から流通経済大学付属柏高等学校に進学。3年時にはキャプテンとしてチームを率いて、運動量豊富なボランチとしてインターハイ優勝と第96回全国高等学校サッカー選手権大会準優勝、高円宮杯 JFA U-18サッカープレミアリーグ昇格に貢献、優秀選手の一人に選ばれた。
日本高校選抜に選出され第56回デュッセルドルフ国際ユース大会での5年ぶりの優勝に貢献するものの、プロからの誘いはなく流通経済大学法学部自治行政学科へ進学。
大学では流通経済大学サッカー部に所属。1年次の夏にトップチームに昇格して、リーグデビュー戦でアシストを記録するなどスタメンに定着。2年次にはボランチとして全日本大学選抜に選出される 一方でチームでは故障者が出た影響で右サイドバックに入り、大学2年生から右サイドバックにコンバートされた。1部復帰を目指す3年次には副キャプテンに指名され、ボランチ復帰を希望していたものの1年間指導を受けた曺貴裁コーチの「サイドバックでもプロに行けると思うし、複数のポジションができる方が選手生命が長くなる」との助言を受けてそのまま右サイドバックに定着。
2020年11月、3年生ながら浦和レッズの加入が内定し、あわせてJリーグ特別指定選手に承認。翌2021シーズンもJリーグ特別指定選手に承認された。

### 浦和レッズ
2022年より浦和レッズに正式加入。2月12日、FUJIFILM SUPER CUP・川崎フロンターレ戦で後半途中から出場しプロデビューを飾り、同シーズンはリーグ戦15試合に出場した。シーズン終了後の11月には安居海渡、工藤孝太とともに2週間にわたってベルギー2部チャレンジャー・プロ・リーグのKMSKデインズの練習に参加し、帰国後に翌2023年1月からシーズン終了までの期限付き移籍が決定した。

### KMSKデインズ
2023年1月10日、ベルギーのKMSKデインズへ期限付き移籍することが発表された。
KMSKデインズでは言葉の壁や環境適応に時間を要したことなどから公式戦2試合の途中出場にとどまり、2022-2023シーズンの終了後に浦和レッズのへの復帰が決定した。

### 浦和レッズ復帰
2023年6月1日、浦和レッズへの復帰が発表された。

### 京都サンガF.C.
2024シーズンより京都サンガF.C.に期限付き移籍することになった。
2024年12月19日、期限付き移籍期間が延長し、2025年も引き続き京都サンガF.C.でプレーすることとなった。

## プレースタイル
「すさまじく走る」「何度でもアップダウンできる」とスカウトが評した走力の持ち主。小学時代のマラソン大会では1年から6年生まで常に1位で、中学3年時には練馬区の陸上大会に出場して陸上部の選手たちの中で3000m走で1位になった。強いメンタルとキャプテンシーでディフェンスラインから大きな声を出して味方を鼓舞し、最後まで手を抜くことなく常に全力で戦う。サイドで何度もアップダウンを繰り返す豊富な運動量から監督のリカルド・ロドリゲスには「ランニングマン」の愛称をつけられた。プロの世界では評価を受けた右サイドバックとしてまず勝負し、「ボランチでもやれるところを証明したい」とも語る。
目標は自身と同じ身長で欧州リーグやサッカー日本代表でサイドバックとして活躍する長友佑都。長友のような「気持ちがこもった」タイプの選手が好きでいつかこんなプロ選手になりたいと憧れ、大学2年次には長友がツイッターで募集した「僕が10000円払うので、僕にフィジカルトレーニングを教わりたい人っていますか?」という「1万円企画」に応募して当選し体幹トレーニングやインターバルを共にする経験も得た。

## 所属クラブ
- 田柄フットボールクラブ
- NPO法人ワセダクラブForza'02 (練馬区立田柄中学校[9])
- 2015年 - 2017年 流通経済大学付属柏高校
- 2018年 - 2021年 流通経済大学
  - 2020年11月 - 2021年 浦和レッズ (特別指定選手)
- 2022年 -  浦和レッズ
  - 2023年1月 - 同年6月  KMSKデインズ (期限付き移籍)
  - 2024年 -  京都サンガF.C. (期限付き移籍)

## 個人成績
| 国内大会個人成績 | 国内大会個人成績 | 国内大会個人成績 | 国内大会個人成績 | 国内大会個人成績 | 国内大会個人成績 | 国内大会個人成績 | 国内大会個人成績 | 国内大会個人成績 | 国内大会個人成績 | 国内大会個人成績 | 国内大会個人成績 |
| 年度             | クラブ           | 背番号           | リーグ           | リーグ戦         | リーグ戦         | リーグ杯         | リーグ杯         | オープン杯       | オープン杯       | 期間通算         | 期間通算         |
| 年度             | クラブ           | 背番号           | リーグ           | 出場             | 得点             | 出場             | 得点             | 出場             | 得点             | 出場             | 得点             |
| 日本             | 日本             | 日本             | 日本             | リーグ戦         | リーグ戦         | リーグ杯         | リーグ杯         | 天皇杯           | 天皇杯           | 期間通算         | 期間通算         |
| ---------------- | ---------------- | ---------------- | ---------------- | ---------------- | ---------------- | ---------------- | ---------------- | ---------------- | ---------------- | ---------------- | ---------------- |
| 2019             | 流経大           | 5                | -                | -                | -                | -                | -                | 2                | 0                | 2                | 0                |
| 2021             | 流経大           | 5                | -                | -                | -                | -                | -                | 1                | 0                | 1                | 0                |
| 2022             | 浦和             | 24               | J1               | 15               | 0                | 1                | 0                | 2                | 0                | 18               | 0                |
| ベルギー         | ベルギー         | ベルギー         | ベルギー         | リーグ戦         | リーグ戦         | リーグ杯         | リーグ杯         | ベルギー杯       | ベルギー杯       | 期間通算         | 期間通算         |
| 2022-23          | デインズ         | 2                | CPL              | 2                | 0                | -                | -                | 0                | 0                | 2                | 0                |
| 日本             | 日本             | 日本             | 日本             | リーグ戦         | リーグ戦         | リーグ杯         | リーグ杯         | 天皇杯           | 天皇杯           | 期間通算         | 期間通算         |
| 2023             | 浦和             | 24               | J1               | 0                | 0                | 0                | 0                | 0                | 0                | 0                | 0                |
| 2024             | 京都             | 24               | J1               | 33               | 1                | 1                | 0                | 5                | 0                | 39               | 1                |
| 2025             | 京都             | 24               | J1               |                  |                  |                  |                  |                  |                  |                  |                  |
| 通算             | 日本             | 日本             | J1               | 48               | 1                | 2                | 0                | 7                | 0                | 57               | 1                |
| 通算             | 日本             | 日本             | 他               | -                | -                | -                | -                | 3                | 0                | 3                | 0                |
| 通算             | ベルギー         | ベルギー         | CPL              | 2                | 0                | -                | -                | 0                | 0                | 2                | 0                |
| 総通算           | 総通算           | 総通算           | 総通算           | 50               | 1                | 2                | 0                | 10               | 0                | 62               | 1                |

- 2020年・2021年 共に特別指定選手としての公式戦出場無し

その他の公式戦
- 2022年
  - スーパーカップ 1試合0得点

| 国際大会個人成績 | 国際大会個人成績 | 国際大会個人成績 | 国際大会個人成績 | 国際大会個人成績 |
| 年度             | クラブ           | 背番号           | 出場             | 得点             |
| AFC              | AFC              | AFC              | ACL              | ACL              |
| ---------------- | ---------------- | ---------------- | ---------------- | ---------------- |
| 2022             | 浦和             | 24               | 3                | 0                |
| 通算             | AFC              | AFC              | 3                | 0                |

## タイトル

### クラブ
流経大柏高校
- 全国高等学校総合体育大会：(2017年)

流通経済大学
- 関東大学サッカーリーグ戦1部：(2021年)
- 関東大学サッカーリーグ戦2部：(2020年)
- アミノバイタルカップ：(2020年)

浦和レッズ
- FUJIFILM SUPER CUP：(2022年)

### 代表・選抜
関東大学選抜A
- デンソーカップサッカー：(2021年)

### 個人
- 全国高等学校総合体育大会 優秀選手：(2017年)
- 全国高等学校サッカー選手権大会 優秀選手：(2017年)
- 関東大学サッカーリーグ戦 ベストイレブン：(2021年)